# Гай Лициний Столон
Гай Лици́ний Столо́н (лат. Gaius Licinius Stolō; умер после 357 года до н. э.) — римский политический деятель из плебейского рода Лициниев, народный трибун в 376—367 годах до н. э. (совместно с Луцием Секстием Латераном). Добился принятия Lex Licinia Sextia — законов, которые в ряде вопросов уравняли плебеев с патрициями (367 год до н. э.). После этого занимал пост консула в 364 и 361 годах до н. э.

## Биография
Гай Лициний принадлежал к одному из самых знатных плебейских родов Рима, тесно связанному с патрициатом. Предположительно он был внуком Публия Лициния Кальва Эсквилина, военного трибуна с консульской властью 400 и 396 годов до н. э. Женой Столона стала младшая из двух дочерей патриция Марка Фабия Амбуста, военного трибуна 381 года до н. э. Согласно античным источникам, эта женщина, чувствовавшая своё ущемлённое положение как жены плебея, постоянно подталкивала мужа в его карьере и в борьбе за права плебса.
В 376 году до н. э. Гай Лициний занял должность народного трибуна. Совместно с коллегой Луцием Секстием Латераном он выдвинул три законопроекта, направленные на улучшение положения плебса: они предполагали ограничение крупного землевладения, щадящий порядок выплаты долгов и допуск к консульству кандидатов-плебеев. Эти инициативы были разработаны двумя трибунами при участии Марка Фабия Амбуста и встретили ожесточённое сопротивление сената, склонившего на свою сторону других народных трибунов.
Борьба вокруг инициатив Лициния и Секстия стала основным содержанием политической жизни Рима на последующие годы. Столон и Латеран неизменно переизбирались плебсом и накладывали запрет на выборы военных трибунов с консульской властью; пять лет (375—371 до н. э.) в Риме не было высших магистратов.
В 370 году до н. э. поддержка законопроектов в правящих кругах начала расти. За них были уже пять народных трибунов из десяти, Марк Фабий Амбуст стал одним из военных трибунов этого года, открыто высказался за реформы и начал привлекать в свой лагерь наиболее влиятельных сенаторов. Патриции попытались справиться с плебсом руками диктатора (368 год до н. э.), но назначенные на эту должность Марк Фурий Камилл и Публий Манлий Капитолин ничего не смогли сделать. Лициний и Секстий провели ещё и закон о том, что децемвиры по священным делам должны частично избираться из плебеев.
В 368 году до н. э. Гай был назначен на должность начальника конницы при Публии Манлии Капитолине. В 367 году до н. э. законопроекты Лициния и Секстия, наконец, стал законами, после чего Латеран был избран консулом. Столон впоследствии занимал эту должность дважды — в 364 и 361 годах до н. э. Его коллегой в обоих случаях был Гай Сульпиций Петик. В 364 году до н. э. продолжалась эпидемия чумы, и, чтобы умилостивить богов, были учреждены сценические игры. По словам Тита Ливия, «ничего достопамятного за это время не произошло, если не считать лектистерния, устроенного для умиротворения богов в третий раз со времени основания Города».
В 361 году до н. э. консулы продолжили войну с герниками и взяли Ферентин. Позже в том же году был назначен диктатор; один из источников Ливия Лициний Макр утверждает, что диктатора назначил Гай Лициний, чтобы противодействовать намерению Петика добиться своего переизбрания, но Ливий подвергает это свидетельство сомнению.
Последнее упоминание Столона в сохранившихся источниках относится к 357 году до н. э. Гай Лициний был оштрафован на 10 тысяч ассов за нарушение своего же закона, ограничивавшего землевладение 500 югерами: ему принадлежала тысяча югеров.